# ریلاینس استیل
ریلاینس استیل (انگلیسی: Reliance Steel) شرکت فولاد آمریکایی است، که در سال ۱۹۳۹ تأسیس شد.